# کارلوس دا کروز
کارلوس دا کروز (فرانسوی: Carlos Da Cruz‎؛ زادهٔ ۲۰ دسامبر ۱۹۷۴) دوچرخه‌سوار اهل فرانسه است.